# 川崎村 (大阪府)
川崎村（かわさきむら）は、大阪府西成郡にあった村。現在の大阪市北区の一部にあたる。

## 地理
- 大川

## 歴史
- 1873年（明治6年） 寺町通り以南に松ケ枝町、紅梅町、天満堀川 - 天神橋筋間に末広町が起立し、大阪北大組へ編入される。
- 1875年（明治8年） 造幣局の周囲に新川崎町が起立し、大阪北大組へ編入される。
- 1886年（明治19年） 西成郡北野村との境界入組を是正。
- 1889年（明治22年）4月1日 - 西成郡川崎村単独で町村制施行。
- 1897年（明治30年）4月1日 - 南東部が大阪市へ編入され、北区西成川崎となる。同時に北西部は西成郡豊崎村に編入され、豊崎村大字川崎となる。同日川崎村廃止。
- 1900年（明治33年） - 北区西成川崎が東梅ケ枝町、西寺町1丁目、東寺町、南同心町、与力町、北同心町、天神橋筋東、天神橋筋、天神橋筋西に改編。
- 1912年（明治45年）1月1日 - 豊崎村が町制を施行して、豊崎町大字川崎となる。
- 1925年（大正14年）4月1日 - 豊崎町が大阪市に編入され、豊崎町大字川崎が東淀川区川崎町となる。
- 1932年（昭和2年） - 東淀川区川崎町が本庄川崎町に改称。
- 1943年（昭和18年）4月1日 - 分区により、東淀川区から大淀区に転属。
- 1977年（昭和52年） - 大淀区で現行住居表示が実施され、本庄川崎町の町名が消滅。

## 交通

### 鉄道路線
- 大阪鉄道（現・JR西日本大阪環状線）
  - 天満駅

現在は上記の他にOsakaMetroの扇町駅、OsakaMetro・阪急電鉄の天神橋筋六丁目駅が所在するが、当時は未開業。

### 道路
現在は旧村域を阪神高速12号守口線が通過するが、当時は未開通。